# Brachanthemum mongolorum
Brachanthemum mongolorum là một loài thực vật có hoa trong họ Cúc. Loài này được Grubov mô tả khoa học đầu tiên năm 1972.